# فهرست جزیره‌های اقیانوس آرام

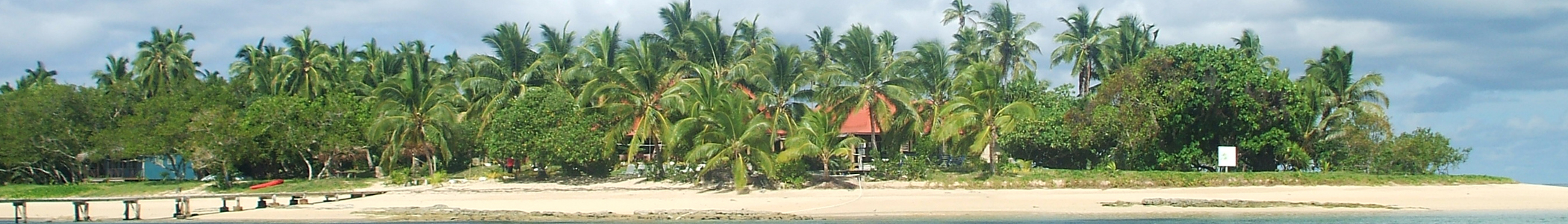
فهرست جزایر اقیانوس آرام

فهرست جزایر اقیانوس آرام (انگلیسی: List of islands in the Pacific Ocean)

## فهرست بزرگترین جزایر اقیانوس آرام
جزایر اقیانوس آرام، با مساحت بیشتر از ۱۰٬۰۰۰ کیلومتر
| نام             | مساحت (کیلومتر2) | کشور/کشورها             | جمعیت       | تراکم جمعیت | منطقه                       | زیر منطقه     |
| --------------- | ---------------- | ----------------------- | ----------- | ----------- | --------------------------- | ------------- |
| گینه نو         | ۷۸۵٬۷۵۳          | اندونزی و پاپوآ گینه نو | ۷٬۵۰۰٬۰۰۰   | ۹٫۵۴۴       | اقیانوسیه / استرالیا (قاره) | ملانزی        |
| هونشو           | ۲۲۷٬۹۶۰          | ژاپن                    | ۱۰۳٬۰۰۰٬۰۰۰ | ۴۵۱٫۸       | آسیا                        | شرق آسیا      |
| سولاوسی         | ۱۷۴٬۶۰۰          | اندونزی                 | ۱۸٬۴۵۵٬۰۰۰  | ۱۰۵٫۷       | آسیا                        | جنوب شرق آسیا |
| جزیره جنوبی     | ۱۵۰٬۴۳۷          | نیوزیلند                | ۱٬۱۳۵٬۵۰۰   | ۷٫۵         | اقیانوسیه / زیلندیا         | پلی‌نزی        |
| جزیره شمالی     | ۱۱۳٬۷۲۹          | نیوزیلند                | ۳٬۷۴۹٬۲۰۰   | ۳۳٫۰        | اقیانوسیه / زیلندیا         | پلی‌نزی        |
| لوزون           | ۱۰۹٬۹۶۵          | فیلیپین                 | ۴۸٬۵۲۰٬۰۰۰  | ۴۴۱٫۲       | آسیا                        | جنوب شرق آسیا |
| میندانائو       | ۱۰۴٬۵۳۰          | فیلیپین                 | ۲۵٬۲۸۱٬۰۰۰  | ۲۴۱٫۹       | آسیا                        | جنوب شرق آسیا |
| تاسمانی         | ۹۰٬۷۵۸           | استرالیا                | ۵۱۴٬۷۰۰     | ۵٫۶۷۱       | اقیانوسیه / استرالیا (قاره) | استرالزی      |
| هوکایدو         | ۷۷٬۹۸۱           | ژاپن                    | ۵٬۴۷۴٬۰۰۰   | ۷۰٫۲        | آسیا                        | شرق آسیا      |
| ساخالین         | ۷۲٬۴۹۳           | روسیه                   | ۵۸۰٬۰۰۰     | ۸٫۰۰۱       | آسیا                        | شمال آسیا     |
| جغرافیای تایوان | ۳۵٬۸۸۳           | تایوان                  | ۲۳٬۰۰۰٬۰۰۰  | ۶۴۱         | آسیا                        | شرق آسیا      |
| کیوشو           | ۳۵٬۶۴۰           | ژاپن                    | ۱۳٬۲۳۱٬۰۰۰  | ۳۷۱٫۲       | آسیا                        | شرق آسیا      |
| بریتانیای نو    | ۳۵٬۱۴۵           | پاپوآ گینه نو           | ۵۱۳٬۹۲۶     | ۱۴٫۶۲       | اقیانوسیه                   | ملانزی        |
| جزیره ونکوور    | ۳۱٬۲۸۵           | کانادا                  | ۷۵۹٬۳۶۶     | ۲۴٫۲۷       | آمریکای شمالی               | شمال آمریکا   |
| شیکوکو          | ۱۸٬۸۰۰           | ژاپن                    | ۴٬۱۴۱٬۹۵۵   | ۲۲۰٫۳       | آسیا                        | شرق آسیا      |
| Grande Terre    | ۱۶٬۶۴۸           | کالدونیای جدید (فرانسه) | ۲۰۸٬۷۰۹     | ۱۲٫۵۴       | اقیانوسیه / زیلندیا         | ملانزی        |
| پالاوان         | ۱۲٬۱۸۹           | فیلیپین                 | ۴۳۰٬۰۰۰     | ۳۵٫۲۸       | آسیا                        | جنوب شرق آسیا |
| هاوایی (جزیره)  | ۱۰٬۴۳۴           | ایالات متحده آمریکا     | ۱۸۵٬۰۷۹     | ۱۷٫۷۴       | اقیانوسیه                   | پلی‌نزی        |
| ویتی لوو        | ۱۰٬۳۸۸           | فیجی                    | ۶۰۰٬۰۰۰     | ۵۶٫۹۷       | اقیانوسیه                   | ملانزی        |